# Sandra Piršić
Sandra Piršić (Kranj, 11 ottobre 1984) è un'ex cestista slovena.

## Carriera
Con la Slovenia ha disputato i Campionati europei del 2017.